# علي بازان (بلدة سورية)
علي بازان قرية سوريّة تتبع إداريّاً لمحافظة حلب منطقة عفرين ناحية شران، بلغ تعداد سكانها 233 نسمة حسب التعداد السكاني لعام 2004.